# José González García
José González García (ur. 12 sierpnia 1973 w Madrycie) – meksykański szachista, arcymistrz od 2006 roku. Aktualnie reprezentuje Hiszpanię.

## Kariera szachowa
Pierwsze międzynarodowe sukcesy zaczął odnosić w drugiej połowie lat 90. w Budapeszcie. W 1995 r. podzielił I m. (wspólnie z Ferencem Arnoldem) w turnieju Statisztika oraz podzielił II m. w turnieju First Saturday (FS10 GM, za Peterem Endersem, wspólnie z Péterem Székelyem, Jozsefem Horvathem i Istvanem Almasim), natomiast w 1997 i 1998 r. zwyciężył w dwóch kolejnych turniejach First Saturday (odpowiednio FS11 IM-A i FS06 IM). W 2003 r. zwyciężył w turnieju Premier-II memoriału Jose Raula Capablanki w Hawanie, w 2004 r. wystąpił w Trypolisie w pucharowym turnieju o mistrzostwo świata, w I rundzie przegrywając z Władimirem Akopianem, natomiast w 2005 i 2006 r. wypełnił w otwartych turniejach w Barcelonie dwie ostatnie normy na tytuł arcymistrza (pierwszą wypełnił w 2004 r. na olimpiadzie). W 2005 r. zajął również II m. (za Radkiem Kalodem) w kołowym turnieju rozegranym w tym mieście. W 2007 r. podzielił I m. w indywidualnych mistrzostwach Meksyku (wspólnie z Manuelem Leonem Hoyosem i Fidelem Corralesem Jimenezem) oraz w Banyoles (wspólnie z Lewanem Aroszidze, Wiktorem Moskalenko, Renierem Gonzalezem i Mihailem Marinem).
Wielokrotnie reprezentował Meksyk w turniejach drużynowych, m.in.: siedmiokrotnie na olimpiadach szachowych (w latach 1998, 2000, 2002, 2004, 2006, 2010, 2012); medalista: indywidualnie – brązowy (2004 – na III szachownicy).
Najwyższy ranking w dotychczasowej karierze osiągnął 1 stycznia 2008 r., z wynikiem 2549 punktów zajmował wówczas 2. miejsce wśród meksykańskich szachistów.